# Ljetna univerzijada 1963.
III. Ljetna univerzijada održana je u Porto Alegreu u Brazilu od 30. kolovoza do 8. rujna 1963. godine.
Na Univerzijadi je sudjelovalo 27 država sa 713 natjecatelja koji su se natjecali u devet športova i 67 disciplina. Najuspješniji je, drugu godinu za redom, bio SSSR s 19 zlatnih, 12 srebrnih i 3 bronačne medalje.
Glavno borilište bio je Estádio Olímpico Monumental.